# Număr piramidal

Reprezentare figurativă (geometrică) a numărului pătrat piramidal 30 = 1 + 4 + 9 + 16

Un număr piramidal este un număr figurativ care reprezintă o piramidă cu o bază poligonală și un număr dat de laturi triunghiulare. Termenul este folosit în general pentru a se referi la numere pătrat piramidale, care au patru laturi, dar se poate referi și la:
- Număr tetraedric, un număr figurativ care reprezintă o piramidă cu o bază triunghiulară și trei laturi, numită tetraedru,
- Număr piramidal pentagonal (cinci laturi)
- Număr piramidal hexagonal (șase laturi)
- Număr piramidal heptagonal (șapte laturi)
- Număr piramidal octogonal (opt laturi)
- Număr piramidal eneagonal (nouă laturi)
- Număr piramidal decagonal (zece laturi)

O formulă generală pentru un număr piramidal a cărui bază este un poligon regulat cu k laturi este:
{\displaystyle P_{n}^{k}={\frac {n(n+1)[(k-2)n+5-k]}{6}}}